# Mesothen aurantegula
Mesothen aurantegula là một loài bướm đêm thuộc phân họ Arctiinae, họ Erebidae.